# Araeognatha costipannosa
Araeognatha costipannosa là một loài bướm đêm trong họ Noctuidae.